# Nascar Nextel Cup Series 2005
Nascar Nextel Cup Series 2005 var den 57:e upplagan av den främsta divisionen av professionell stockcarracing i USA sanktionerad av National Association for Stock Car Auto Racing. 
Säsongen bestod av 36 race och inleddes på Daytona International Speedway med uppvisningsloppen Budweiser Shootout 12 februari och Gatorade Duel 17 februari, vilket även var slutkval till den 47:e upplagan av Daytona 500. Säsongen avslutades 20 november på Homestead-Miami Speedway med Ford 400.
Serien vanns av Tony Stewart i en Chevrolet körande för Joe Gibbs Racing. Det var hans andra mästerskapstitel totalt. Stewart hade tidigare vunnit cup-serien 2002. Chevrolet vann märkesmästerskapet för tredje året i rad.

## Tävlingskalender
| Nr                       | Officiellt namn                        | Bana                                                        | Datum        |
| ------------------------ | -------------------------------------- | ----------------------------------------------------------- | ------------ |
| U                        | Budweiser Shootout                     | Daytona International Speedway, Daytona Beach, Florida      | 12 februari  |
| KV                       | Gatorade Duel                          | Daytona International Speedway, Daytona Beach, Florida      | 17 februari  |
| 1                        | Daytona 500                            | Daytona International Speedway, Daytona Beach, Florida      | 20 februari  |
| 2                        | Auto Club 500                          | California Speedway, Fontana, Kalifornien                   | 27 februari  |
| 3                        | UAW-DaimlerChrysler 400                | Las Vegas Motor Speedway, Las Vegas, Nevada                 | 13 mars      |
| 4                        | Golden Corral 500                      | Atlanta Motor Speedway, Hampton, Georgia                    | 20 mars      |
| 5                        | Food City 500                          | Bristol Motor Speedway, Bristol, Tennessee                  | 3 april      |
| 6                        | Advance Auto Parts 500                 | Martinsville Speedway, Ridgeway, Virginia                   | 10 april     |
| 7                        | Samsung/RadioShack 500                 | Texas Motor Speedway, Fort Worth, Texas                     | 17 april     |
| 8                        | Subway Fresh 500                       | Phoenix International Raceway, Phoenix, Arizona             | 23 april     |
| 9                        | Aaron's 499                            | Talladega Superspeedway, Talladega, Alabama                 | 1 maj        |
| 10                       | Dodge Charger 500                      | Darlington Raceway, Darlington, South Carolina              | 7 maj        |
| 11                       | Chevy American Revolution 400          | Richmond International Raceway, Richmond, Virginia          | 14 maj       |
| U                        | Nextel Open                            | Lowe's Motor Speedway, Concord, North Carolina              | 21 maj       |
| U                        | Nextel All-Star Challenge              | Lowe's Motor Speedway, Concord, North Carolina              | 21 maj       |
| 12                       | Coca-Cola 600                          | Lowe's Motor Speedway, Concord, North Carolina              | 29 maj       |
| 13                       | MBNA Racepoints 400                    | Dover International Speedway, Dover, Delaware               | 6 juni       |
| 14                       | Pocono 500                             | Pocono Raceway, Long Pond, Pennsylvania                     | 12 juni      |
| 15                       | Batman Begins 400                      | Michigan International Speedway, Brooklyn, Michigan         | 20 juni      |
| 16                       | Dodge/Save Mart 350                    | Infineon Raceway, Sonoma, Kalifornien                       | 26 juni      |
| 17                       | Pepsi 400                              | Daytona International Speedway, Daytona Beach, Florida      | 2 juli       |
| 18                       | USG Sheetrock 400                      | Chicagoland Speedway, Joliet, Illinois                      | 10 juli      |
| 19                       | New England 300                        | New Hampshire International Speedway, Loudon, New Hampshire | 217 juli     |
| 20                       | Pennsylvania 500                       | Pocono Raceway, Long Pond, Pennsylvania                     | 24 juli      |
| 21                       | Allstate 400 at the Brickyard          | Indianapolis Motor Speedway, Speedway, Indiana              | 7 augusti    |
| 22                       | Sirius Satellite Radio at The Glen     | Watkins Glen International, Watkins Glen, New York          | 14 augusti   |
| 23                       | GFS Marketplace 400                    | Michigan International Speedway, Brooklyn, Michigan         | 21 augusti   |
| 24                       | Sharpie 500                            | Bristol Motor Speedway, Bristol, Tennessee                  | 27 augusti   |
| 25                       | Sony HD 500                            | California Speedway, Fontana, Kalifornien                   | 4 september  |
| 26                       | Chevy Rock & Roll 400                  | Richmond International Raceway, Richmond, Virginia          | 10 september |
| Chase for the Nextel Cup |                                        |                                                             |              |
| 27                       | Sylvania 300                           | New Hampshire International Speedway, Loudon, New Hampshire | 18 september |
| 28                       | MBNA Nascar Racepoints 400             | Dover International Speedway, Dover, Delaware               | 25 september |
| 29                       | UAW-Ford 500                           | Talladega Superspeedway, Talladega, Alabama                 | 2 oktober    |
| 30                       | Banquet 400 Presented by Conagra Foods | Kansas Speedway, Kansas City, Kansas                        | 9 oktober    |
| 31                       | UAW-GM Quality 500                     | Lowe's Motor Speedway, Concord, North Carolina              | 15 oktober   |
| 32                       | Subway 500                             | Martinsville Speedway, Ridgeway, Virginia                   | 23 oktober   |
| 33                       | Bass Pro Shops MBNA 500                | Atlanta Motor Speedway, Hampton, Georgia                    | 30 oktober   |
| 34                       | Dickies 500                            | Texas Motor Speedway, Fort Worth, Texas                     | 6 november   |
| 35                       | Checker Auto Parts 500                 | Phoenix International Raceway, Phoenix, Arizona             | 13 november  |
| 36                       | Ford 400                               | Homestead-Miami Speedway, Homestead, Florida                | 20 november  |

## Resultat
| Nr | Tävling                                | Pole position   | Flest ledda varv   | Vinnare            | Team                     | Konstruktör | Rapport |
| -- | -------------------------------------- | --------------- | ------------------ | ------------------ | ------------------------ | ----------- | ------- |
| U  | Budweiser Shootout                     | Dale Jarrett    | Greg Biffle        | Jimmie Johnson     | Hendrick Motorsports     | Chevrolet   | Rapport |
| KV | Gatorade Duel 1                        | Dale Jarrett    | Jeff Gordon        | Michael Waltrip    | Dale Earnhardt Inc.      | Chevrolet   | Rapport |
| KV | Gatorade Duel 2                        | Jimmie Johnson  | Jimmie Johnson     | Tony Stewart       | Joe Gibbs Racing         | Chevrolet   | Rapport |
| 1  | Daytona 500                            | Dale Jarrett    | Tony Stewart       | Jeff Gordon        | Hendrick Motorsports     | Chevrolet   | Rapport |
| 2  | Auto Club 500                          | Kyle Busch      | Joe Nemechek       | Greg Biffle        | Roush Racing             | Ford        | Rapport |
| 3  | UAW-DaimlerChrysler 400                | Ryan Newman     | Jimmie Johnson     | Jimmie Johnson     | Hendrick Motorsports     | Chevrolet   | Rapport |
| 4  | Golden Corral 500                      | Ryan Newman     | Jimmie Johnson     | Carl Edwards       | Roush Racing             | Ford        | Rapport |
| 5  | Food City 500                          | Elliott Sadler  | Rusty Wallace      | Kevin Harvick      | Richard Childress Racing | Chevrolet   | Rapport |
| 6  | Advance Auto Parts 500                 | Scott Riggs     | Tony Stewart       | Jeff Gordon        | Hendrick Motorsports     | Chevrolet   | Rapport |
| 7  | Samsung/RadioShack 500                 | Ryan Newman     | Greg Biffle        | Greg Biffle        | Roush Racing             | Ford        | Rapport |
| 8  | Subway Fresh 500                       | Jeff Gordon     | Kurt Busch         | Kurt Busch         | Roush Racing             | Ford        | Rapport |
| 9  | Aaron's 499                            | Kevin Harvick   | Jeff Gordon        | Jeff Gordon        | Hendrick Motorsports     | Chevrolet   | Rapport |
| 10 | Dodge Charger 500                      | Kasey Kahne     | Greg Biffle        | Greg Biffle        | Roush Racing             | Ford        | Rapport |
| 11 | Chevy American Revolution 400          | Kasey Kahne     | Kasey Kahne        | Kasey Kahne        | Evernham Motorsports     | Dodge       | Rapport |
| U  | Nextel Open                            | Mike Bliss      | Mike Bliss         | Brian Vickers      | Hendrick Motorsports     | Chevrolet   | Rapport |
| U  | Nextel All-Star Challenge              | Ryan Newman     | Ryan Newman        | Mark Martin        | Roush Racing             | Ford        | Rapport |
| 12 | Coca-Cola 600                          | Ryan Newman     | Brian Vickers      | Jimmie Johnson     | Hendrick Motorsports     | Chevrolet   | Rapport |
| 13 | MBNA Racepoints 400                    | Jimmie Johnson  | Greg Biffle        | Greg Biffle        | Roush Racing             | Ford        | Rapport |
| 14 | Pocono 500                             | Michael Waltrip | Brian Vickers      | Carl Edwards       | Roush Racing             | Ford        | Rapport |
| 15 | Batman Begins 400                      | Ryan Newman     | Tony Stewart       | Greg Biffle        | Roush Racing             | Ford        | Rapport |
| 16 | Dodge/Save Mart 350                    | Jeff Gordon     | Tony Stewart       | Tony Stewart       | Joe Gibbs Racing         | Chevrolet   | Rapport |
| 17 | Pepsi 400                              | Tony Stewart    | Tony Stewart       | Tony Stewart       | Joe Gibbs Racing         | Chevrolet   | Rapport |
| 18 | USG Sheetrock 400                      | Jimmie Johnson  | Matt Kenseth       | Dale Earnhardt Jr. | Dale Earnhardt Inc.      | Chevrolet   | Rapport |
| 19 | New England 300                        | Brian Vickers   | Tony Stewart       | Tony Stewart       | Joe Gibbs Racing         | Chevrolet   | Rapport |
| 20 | Pennsylvania 500                       | Jamie McMurray  | Kurt Busch         | Kurt Busch         | Roush Racing             | Ford        | Rapport |
| 21 | Allstate 400 at the Brickyard          | Elliott Sadler  | Tony Stewart       | Tony Stewart       | Joe Gibbs Racing         | Chevrolet   | Rapport |
| 22 | Sirius Satellite Radio at The Glen     | Tony Stewart    | Tony Stewart       | Tony Stewart       | Joe Gibbs Racing         | Chevrolet   | Rapport |
| 23 | GFS Marketplace 400                    | Joe Nemechek    | Kurt Busch         | Jeremy Mayfield    | Evernham Motorsports     | Dodge       | Rapport |
| 24 | Sharpie 500                            | Matt Kenseth    | Matt Kenseth       | Matt Kenseth       | Roush Racing             | Ford        | Rapport |
| 25 | Sony HD 500                            | Carl Edwards    | Kyle Busch         | Kyle Busch         | Hendrick Motorsports     | Chevrolet   | Rapport |
| 26 | Chevy Rock & Roll 400                  | Kevin Harvick   | Kurt Busch         | Kurt Busch         | Roush Racing             | Ford        | Rapport |
| 27 | Sylvania 300                           | Tony Stewart    | Tony Stewart       | Ryan Newman        | Penske Racing South      | Dodge       | Rapport |
| 28 | MBNA Nascar Racepoints 400             | Ryan Newman     | Kurt Busch         | Jimmie Johnson     | Hendrick Motorsports     | Chevrolet   | Rapport |
| 29 | UAW-Ford 500                           | Elliott Sadler  | Tony Stewart       | Dale Jarrett       | Robert Yates Racing      | Ford        | Rapport |
| 30 | Banquet 400 Presented by Conagra Foods | Matt Kenseth    | Mark Martin        | Mark Martin        | Roush Racing             | Ford        | Rapport |
| 31 | UAW-GM Quality 500                     | Elliott Sadler  | Elliott Sadler     | Jimmie Johnson     | Hendrick Motorsports     | Chevrolet   | Rapport |
| 32 | Subway 500                             | Tony Stewart    | Tony Stewart       | Jeff Gordon        | Hendrick Motorsports     | Chevrolet   | Rapport |
| 33 | Bass Pro Shops MBNA 500                | Ryan Newman     | Dale Earnhardt Jr. | Carl Edwards       | Roush Racing             | Ford        | Rapport |
| 34 | Dickies 500                            | Ryan Newman     | Matt Kenseth       | Carl Edwards       | Roush Racing             | Ford        | Rapport |
| 35 | Checker Auto Parts 500                 | Denny Hamlin    | Greg Biffle        | Kyle Busch         | Hendrick Motorsports     | Chevrolet   | Rapport |
| 36 | Ford 400                               | Carl Edwards    | Carl Edwards       | Greg Biffle        | Roush Racing             | Ford        | Rapport |

## Slutställning

### Förarmästerskapet
| Plats | Förare             | Team                      | Märke     | Poäng |
| ----- | ------------------ | ------------------------- | --------- | ----- |
| 1     | Tony Stewart       | Joe Gibbs Racing          | Chevrolet | 6533  |
| 2     | Greg Biffle        | Roush Racing              | Ford      | 6498  |
| 3     | Carl Edwards       | Roush Racing              | Ford      | 6498  |
| 4     | Mark Martin        | Roush Racing              | Ford      | 6428  |
| 5     | Jimmie Johnson     | Hendrick Motorsports      | Chevrolet | 6406  |
| 6     | Ryan Newman        | Penske Racing             | Dodge     | 6359  |
| 7     | Matt Kenseth       | Roush Racing              | Ford      | 6352  |
| 8     | Rusty Wallace      | Penske Racing             | Dodge     | 6140  |
| 9     | Jeremy Mayfield    | Evernham Motorsports      | Dodge     | 6073  |
| 10    | Kurt Busch         | Roush Racing              | Ford      | 5974  |
| 11    | Jeff Gordon        | Hendrick Motorsports      | Chevrolet | 4174  |
| 12    | Jamie McMurray     | Chip Ganassi Racing       | Dodge     | 4130  |
| 13    | Kevin Harvick      | Richard Childress Racing  | Chevrolet | 4097  |
| 14    | Elliott Sadler     | Robert Yates Racing       | Ford      | 4084  |
| 15    | Dale Jarrett       | Robert Yates Racing       | Ford      | 3960  |
| 16    | Joe Nemechek       | MB2 Motorsports           | Chevrolet | 3953  |
| 17    | Brian Vickers      | Hendrick Motorsports      | Chevrolet | 3872  |
| 18    | Jeff Burton        | Richard Childress Racing  | Chevrolet | 3803  |
| 19    | Dale Earnhardt Jr. | Hendrick Motorsports      | Chevrolet | 3780  |
| 20    | Kyle Busch         | Hendrick Motorsports      | Chevrolet | 3778  |
| 21    | Ricky Rudd         | Wood Brothers Racing      | Ford      | 3692  |
| 22    | Casey Mears        | Chip Ganassi Racing       | Dodge     | 3637  |
| 23    | Kasey Kahne        | Evernham Motorsports      | Dodge     | 3636  |
| 24    | Bobby Labonte      | Joe Gibbs Racing          | Chevrolet | 3488  |
| 25    | Michael Waltrip    | Dale Earnhardt Inc.       | Chevrolet | 3452  |
| 26    | Dave Blaney        | Richard Childress Racing  | Chevrolet | 3289  |
| 27    | Kyle Petty         | Richard Petty Enterprises | Dodge     | 3288  |
| 28    | Mike Bliss         | Haas CNC Racing           | Chevrolet | 3262  |

### Märkesmästerskapet
| Pos     | Tillverkare | Vinster | Poäng |
| ------- | ----------- | ------- | ----- |
| 1       | Chevrolet   | 17      | 259   |
| 2       | Ford        | 16      | 246   |
| 3       | Dodge       | 3       | 179   |
| Källor: |             |         |       |